# Comté de New Castle
Le comté de New Castle (en anglais : New Castle County) est un comté américain de l'État du Delaware. Il est l'un des trois comtés de l'État, situé dans sa partie septentrionale. Sa population est de 538 479 habitants lors du recensement des États-Unis de 2010. Le siège de comté est Wilmington, également la ville la plus peuplée de l'État. Le comté est connu au niveau national pour abriter la New Castle Air National Guard Base.

## Comtés voisins
| Comté de Chester (Pennsylvanie) | Comté de Delaware (Pennsylvanie) | Comté de Gloucester (New Jersey) |
| Comté de Cecil (Maryland)       | comté de New Castle              | Comté de Salem (New Jersey)      |
| Comté de Kent (Maryland)        | Comté de Kent (Delaware)         | Baie de la Delaware              |

## Politique
Le comté de New Castle est autrefois politiquement compétitif. Cependant, ses électeurs — souvent pro-affaires et modérés sur les questions de société — rejoignent peu à peu le Parti démocrate, dont le comté est aujourd'hui un bastion. Rassemblant deux tiers des électeurs du Delaware, le comté permet souvent aux démocrates de remporter l'État.
Joe Biden, 46e Président des États-Unis, qui réside à Wilmington y a commencé sa carrière politique en étant élu au conseil du comté de New Castle de 1970 à 1972 avant d'être élu sénateur des États-Unis pour le Delaware en novembre 1972, à 29 ans.

## Démographie
| Groupe            | Comté de New Castle | Delaware | États-Unis |
| ----------------- | ------------------- | -------- | ---------- |
| Blancs            | 65,6                | 68,9     | 72,4       |
| Afro-Américains   | 23,7                | 21,4     | 12,6       |
| Asiatiques        | 4,3                 | 3,2      | 4,8        |
| Autres            | 3,6                 | 3,4      | 6,4        |
| Métis             | 2,5                 | 2,7      | 2,9        |
| Amérindiens       | 0,3                 | 0,5      | 0,9        |
| Total             | 100                 | 100      | 100        |
|                   |                     |          |            |
| Latino-Américains | 8,7                 | 8,2      | 16,7       |

Selon l'American Community Survey, pour la période 2011-2015, 84,96 % de la population âgée de plus de 5 ans déclare parler l'anglais à la maison, 7,48 % l'espagnol, 1,12 % une langue chinoise, 0,80 % une langue africaine, 0,55 % le français et 5,10 % une autre langue.
| Indicateur                             | Comté de New Castle | États-Unis |
| -------------------------------------- | ------------------- | ---------- |
| Personnes de moins de 5 ans            | 5,8 %               | 6,1 %      |
| Personnes de moins de 18 ans           | 21,7 %              | 22,6 %     |
| Personnes de plus de 65 ans            | 15,1 %              | 15,6 %     |
| Femmes                                 | 51,5 %              | 50,8 %     |
| Personnes par foyer                    | 2,64                | 2,64       |
| Vétérans                               | 5,5 %               | 8,0 %      |
| Personnes nées étrangères à l'étranger | 10,6 %              | 13,2 %     |
| Personnes sans assurance maladie       | 5,7 %               | 10,2 %     |
| Personnes avec un handicap             | 7,9 %               | 8,6 %      |
| Revenus annuels                        | 33 240 $            | 29 829 $   |
| Personnes sous le seuil de pauvreté    | 11,3 %              | 12,3 %     |
| Diplômés du lycée                      | 90,5 %              | 87,0 %     |
| Diplômés de l'université               | 35,4 %              | 30,3 %     |

| 1790   | 1800   | 1810   | 1820   | 1830   | 1840   |
| ------ | ------ | ------ | ------ | ------ | ------ |
| 19 688 | 25 361 | 24 429 | 27 899 | 29 720 | 33 120 |

| 1850   | 1860   | 1870   | 1880   | 1890   | 1900    |
| ------ | ------ | ------ | ------ | ------ | ------- |
| 42 780 | 54 797 | 63 515 | 77 716 | 97 182 | 109 697 |

| 1910    | 1920    | 1930    | 1940    | 1950    | 1960    |
| ------- | ------- | ------- | ------- | ------- | ------- |
| 123 188 | 148 239 | 161 032 | 179 562 | 218 879 | 307 446 |

| 1970    | 1980    | 1990    | 2000    | 2010    | 2020    |
| ------- | ------- | ------- | ------- | ------- | ------- |
| 385 856 | 398 115 | 441 946 | 500 265 | 538 479 | 570 719 |